# Голохвастов, Владимир Петрович
Владимир Петрович Голохвастов (1833—1905) — генерал от инфантерии русской императорской армии, участник русско-турецкой войны 1877—1878 годов.

## Биография
Родился 8 (20) августа 1833 года, сын будущего директора Гатчинского института и тайного советника Петра Владимировича Голохвастова. Происходил из старинного русского боярского рода Голохвастовых, чьи предки состояли на службе ещё у Дмитрия Донского.
Образование получил в Школе гвардейских подпрапорщиков и кавалерийских юнкеров, из которого выпущен 13 августа 1853 года прапорщиком; 6 декабря 1854 года произведён в подпоручики, 30 апреля 1861 года — в поручики и 19 мая 1863 года — в штабс-капитаны. В 1863—1864 годах принимал участие в подавлении восстания в Польше.
17 апреля 1867 года получил чин капитана и 17 апреля 1870 года — полковника. Служил в лейб-гвардии Гренадерском полку.
11 сентября 1876 года Голохвастов получил в командование 95-й пехотный Красноярский полк (фактически вступил в командование 25 октября), во главе которого в 1877—1878 годах сражался с турками на Дунае и в Болгарии.
Сначала Голохвастов со своим полком квартировал в Силистрии и обеспечивал охрану тыловых путей действующей армии, а в октябре отправлен за Дунай на Шипку, где в течение полутора зимних месяцев нёс сторожевую службу в весьма тяжёлой обстановке, так как обмундирование и снаряжение его не соответствовало зимней обстановке в горах. Вследствие этого в полку быстро появились обмороженные нижние чины, и число их к началу декабря достигло ужасающих размеров. К 18 декабря наличный состав полка состоял только из 30 офицеров и 687 нижних чинов. За время нахождения на Шипкинском перевале полк потерял 8 офицеров и 2387 нижних чинов заболевшими. В виду громадных потерь полк был сменён 19 декабря с позиции и отправлен на отдых в Габрово.
За отличия в Шипкинских боях Голохвастов был награждён золотой саблей с надписью «За храбрость».
8 мая 1885 года Голохвастов был произведён в генерал-майоры и назначен командиром 2-й бригады 11-й пехотной дивизии, с 27 марта 1886 года командовал 1-й бригадой 31-й пехотной дивизии. 2 ноября 1892 года назначен командующим 6-й пехотной дивизией, а 14 ноября 1894 г. произведён в генерал-лейтенанты с утверждением в должности.
9 января 1900 года с производством в генералы от инфантерии вышел в отставку.
Скончался 24 ноября (7 декабря) 1905 года в Санкт-Петербурге, похоронен на кладбище Воскресенского Новодевичьего монастыря.

## Награды
- Орден Святого Станислава 3-й степени (1866 год)
- Орден Святого Станислава 2-й степени (1868 год, императорская корона к этому ордену пожалована в 1870 году)
- Орден Святой Анны 2-й степени (1872 год)
- Орден Святого Владимира 4-й степени (1874 год)
- Золотая сабля с надписью «За храбрость» (19 ноября 1878 года)
- Орден Святого Владимира 3-й степени (1880 год)
- Орден Святого Станислава 1-й степени (1887 год, по другим данным — 1888 год)
- Орден Святой Анны 1-й степени (30 августа 1894 года)
- Орден Святого Владимира 2-й степени (6 декабря 1898 года)